# Cotton Nash
Charles Francis "Cotton" Nash (Jersey City, Nueva Jersey; 24 de julio de 1942-Lexington, 23 de mayo de 2023) fue un jugador de baloncesto y de béisbol  estadounidense que disputó una temporada en la NBA y otra más en la American Basketball Association. Jugó también 13 partidos como profesional en las Grandes Ligas de Béisbol y 903 en las Ligas Menores de Béisbol. Con 1,96 metros de altura, actuaba en la posición de alero en el baloncesto y jardinero izquierdo en el béisbol.

## Trayectoria deportiva

### Universidad

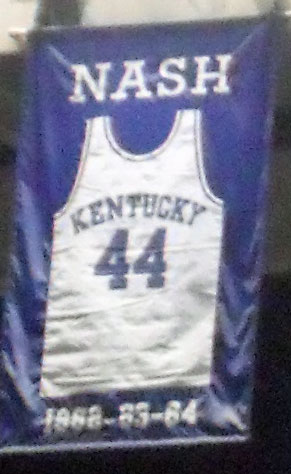
La camiseta de Nash, retirada por Kentucky.

Jugó durante cuatro temporadas con los Wildcats de la Universidad de Kentucky, en las que promedió 22,7 puntos, 12,3 rebotes y 2,5 asistencias por partido. En sus tres últimas temporadas fue elegido en el mejor quinteto de la Southeastern Conference, siendo además incluido en dos ocasiones el en segundo mejor quinteto All-American (1962 y 1963) y una más en el primero (1964).
Es en la actualidad el noveno en la lista histórica de anotadores de los Wildcats y el quinto en la de reboteadores. Durante los tres primeros meses a continuación de su récord, tuvo la tercera posición en el ranking. Además, fue el jugador que menos partidos necesitó para conseguir anotar 1000 puntos. Su camiseta con el número 44 fue retirada como homenaje.
Durante sus cuatro años en la Universidad de Kentucky también integró el equipo de béisbol de la institución. Fue incluido tres veces en el equipo All-American.

### Baloncestista profesional
Fue elegido en la duodécima posición del Draft de la NBA de 1964 por Los Angeles Lakers, donde jugó 25 partidos siendo uno de los últimos hombres del banquillo, promediando 2,1 puntos y 1,4 rebotes, antes de ser despedido. Fichó en el mes de febrero de 1965 como agente libre por San Francisco Warriors, donde jugó 20 partidos sin tener tampoco la confianza de su entrenador, Alex Hannum, promediando 4,2 puntos y 2,4 rebotes.
Tras dos años alejado de las canchas de baloncesto, en 1967 fichó por los Kentucky Colonels de la American Basketball Association. En la liga del balón tricolor tuvo un mayor protagonismo, disputando más de 20 minutos por partido, en los que promedió 8,5 puntos y 4,9 rebotes por partido.

### Beisbolista profesional
Nash jugó en el verano de 1963 en los Cotuit Kettleers de la Cape Cod Baseball League, iniciando así una carrera en el béisbol competitivo estadounidense. Al año siguiente firmó un contrato con Los Angeles Angels, rechazando ofertas de los New York Mets, los New York Yankees y los Cincinnati Reds. Sin embargo Nash no jugaría ni un solo partido con ese equipo, demorando su debut en las Grandes Ligas de Béisbol hasta 1967. Durante ese lapso se desempeñó como jugador en diversos equipos de la Pacific Coast League -una liga de clase AAA- y de otras divisiones del sistema de Ligas Menores de Béisbol. 
En la Temporada 1967 de las Grandes Ligas de Béisbol fue convocado para sumarse a los Chicago White Sox, franquicia con la que disputaría solamente 3 partidos. Retornó luego a las MiLB, actuando ya no en la PCL sino en otras ligas clase AAA como la International League y la American Association. 
Entre 1969 y 1970 fue convocado por los Minnesota Twins, habiendo podido jugar otros 10 encuentros en la MLB.
Se retiró en 1972, con un registro de 170 jonrones bateados en 903 partidos. 

## Estadísticas de su carrera en la NBA y la ABA

### Temporada regular
| Temp.   | Edad | Equipo        | Liga  | P  | TIT | MIN  | TC  | TCA | %TC  | 3P  | 3PA | %3P  | TL  | TLA | %TL  | R.OF. | R.DEF. | REB | ASIS | ROB | TAP | PER | FP  | PTS |
| 1964-65 | 22   | TOTAL         | NBA   | 45 |     | 7.9  | 1.0 | 3.2 | .324 |     |     |      | 1.0 | 1.2 | .827 |       |        | 1.8 | 0.4  |     |     |     | 1.3 | 3.0 |
| 1964-65 | 22   | L.A. Lakers   | NBA   | 25 |     | 6.7  | 0.6 | 2.3 | .246 |     |     |      | 1.0 | 1.3 | .781 |       |        | 1.4 | 0.4  |     |     |     | 1.2 | 2.1 |
| 1964-65 | 22   | San Francisco | NBA   | 20 |     | 9.5  | 1.7 | 4.4 | .375 |     |     |      | 0.9 | 1.0 | .900 |       |        | 2.4 | 0.5  |     |     |     | 1.4 | 4.2 |
| 1967-68 | 25   | Kentucky      | ABA   | 39 |     | 20.2 | 2.7 | 7.8 | .348 | 0.0 | 0.0 | .000 | 3.1 | 4.2 | .747 |       |        | 4.9 | 1.2  |     |     | 1.3 | 1.6 | 8.5 |
| Total   |      |               | TOTAL | 84 |     | 13.6 | 1.8 | 5.4 | .340 | 0.0 | 0.0 | .000 | 2.0 | 2.5 | .766 |       |        | 3.3 | 0.8  |     |     | 1.3 | 1.4 | 5.6 |
|         |      |               | NBA   | 45 |     | 7.9  | 1.0 | 3.2 | .324 |     |     |      | 1.0 | 1.2 | .827 |       |        | 1.8 | 0.4  |     |     |     | 1.3 | 3.0 |
|         |      |               | ABA   | 39 |     | 20.2 | 2.7 | 7.8 | .348 | 0.0 | 0.0 | .000 | 3.1 | 4.2 | .747 |       |        | 4.9 | 1.2  |     |     | 1.3 | 1.6 | 8.5 |